# Manuele Mori
Manuele Mori (* 9. August 1980 in Empoli) ist ein ehemaliger italienischer Radrennfahrer.

## Sportliche Karriere
Manuele Mori begann seine internationale Karriere 2002 bei der slowenischen Mannschaft Perutnina Ptuj. Nachdem er 2003 für kein bei der UCI registriertes Radsportteam gefahren war und eine Etappe der U23-Ausgabe des Giro di Toscana gewonnen hatte, erhielt er 2004 einen Vertrag bei dem spanischen Team Saunier Duval-Prodir, das 2005 eine Lizenz als UCI ProTeam erhielt. Mit dieser Mannschaft bestritt er den Giro d’Italia 2004 und beendete seine erste Grand Tour auf Platz 75. Beim Japan Cup gelang ihm im Jahr 2007 sein größter Karriereerfolg, nachdem er sich auf anspruchsvollem Kurs wenige Kilometer vor dem Ziel aus einer 10-köpfigen Spitzengruppe absetzen konnte.
Zur Saison 2009 wechselte Mori zu Lampre, wo von 2007 bis 2009 auch sein älterer Bruder Massimiliano fuhr. Bei dieser Mannschaft, die ab 2017 UAE Team Emirates hieß, beendete er nach Ablauf der Saison 2019 seine Karriere als Aktiver. Mori startete während seiner Laufbahn bei 14 Grand Tours, von denen er zwölf beendete.

## Erfolge
2003
- eine Etappe Giro di Toscana (U23)

2007
- Japan Cup

## Grand-Tour-Platzierungen
| Grand Tour            | 2004 | 2005 | 2006 | 2007 | 2008 | 2009 | 2010 | 2011 | 2012 | 2013 | 2014 | 2015 | 2016 | 2017 | 2018 | 2019 |
| --------------------- | ---- | ---- | ---- | ---- | ---- | ---- | ---- | ---- | ---- | ---- | ---- | ---- | ---- | ---- | ---- | ---- |
| Giro d’ItaliaGiro     | 75   | 85   | 88   | DNF  | –    | 88   | –    | –    | –    | –    | 118  | 80   | 63   | DNF  | 66   | –    |
| Tour de FranceTour    | –    | –    | –    | –    | –    | –    | –    | –    | –    | 76   | –    | –    | –    | –    | –    | –    |
| Vuelta a EspañaVuelta | –    | –    | –    | –    | –    | –    | 88   | 106  | –    | 70   | –    | –    | –    | –    | –    | –    |

## Teams
- 2002: Perutnina Ptuj

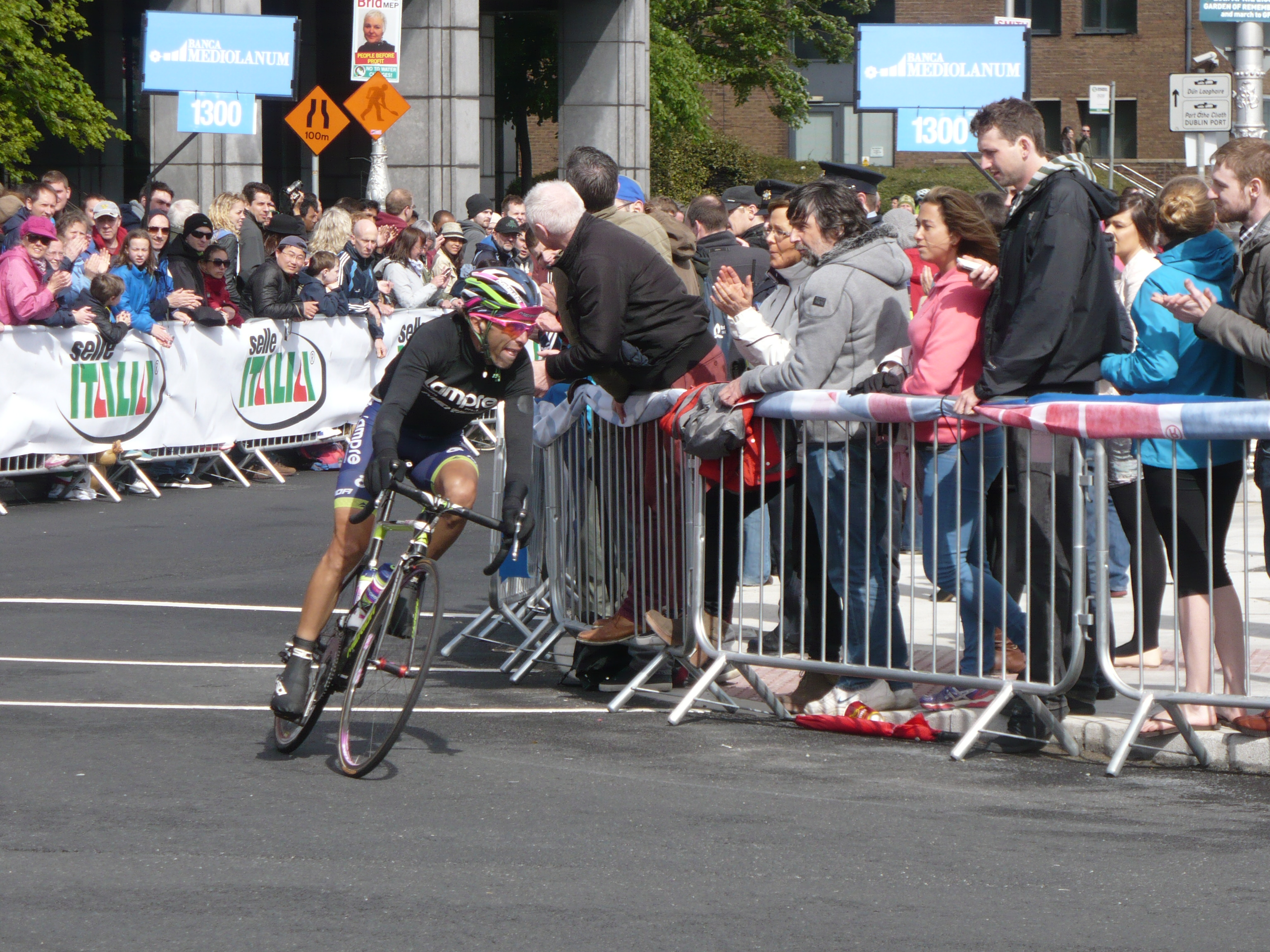
Manuele Mori beim Giro 2014

- 200–2008: Saunier Duval-Scott/Scott-American Beef
- 2009–2019: Lampre / UAE Team Emirates